# Groupe Caisse d’Épargne
Groupe Caisse d’Épargne – francuska grupa bankowa posiadająca ponad 4700 filii na całym świecie.
Głównym członkiem grupy jest bank Caisse d’Épargne który specjalizuje się w lokowaniu rachunków oszczędnościowych. Oprócz tego grupa posiada udziały w banku pocztowym La Banque Postale oraz banku Crédit Mutuel.
Grupa jest także właścicielem banku kredytowego Crédit Foncier a także współpracuje z prywatnymi bankami, które znajdują się i działają na terenie francuskich terytoriów zamorskich.
W 2006 roku grupa dokonała mariażu z bankiem inwestycyjnym, Natixis. W skład Natixis weszły także m.in. inne banki inwestycyjne w tym m.in. francuski bank, Banque Populaire.

## Sponsoring
Od 2006 roku grupa bankowa jest sponsorem generalnym drużyny kolarskiej Caisse d’Épargne.